# TRIM6
TRIM6 (англ. Tripartite motif containing 6) – білок, який кодується однойменним геном, розташованим у людей на короткому плечі 11-ї хромосоми. Довжина поліпептидного ланцюга білка становить 488 амінокислот, а молекулярна маса — 56 400.
| 10         |  | 20         |  | 30         |  | 40         |  | 50         |
| ---------- |  | ---------- |  | ---------- |  | ---------- |  | ---------- |
| MTSPVLVDIR |  | EEVTCPICLE |  | LLTEPLSIDC |  | GHSFCQACIT |  | PNGRESVIGQ |
| EGERSCPVCQ |  | TSYQPGNLRP |  | NRHLANIVRR |  | LREVVLGPGK |  | QLKAVLCADH |
| GEKLQLFCQE |  | DGKVICWLCE |  | RSQEHRGHHT |  | FLVEEVAQEY |  | QEKFQESLKK |
| LKNEEQEAEK |  | LTAFIREKKT |  | SWKNQMEPER |  | CRIQTEFNQL |  | RNILDRVEQR |
| ELKKLEQEEK |  | KGLRIIEEAE |  | NDLVHQTQSL |  | RELISDLERR |  | CQGSTMELLQ |
| DVSDVTERSE |  | FWTLRKPEAL |  | PTKLRSMFRA |  | PDLKRMLRVC |  | RELTDVQSYW |
| VDVTLNPHTA |  | NLNLVLAKNR |  | RQVRFVGAKV |  | SGPSCLEKHY |  | DCSVLGSQHF |
| SSGKHYWEVD |  | VAKKTAWILG |  | VCSNSLGPTF |  | SFNHFAQNHS |  | AYSRYQPQSG |
| YWVIGLQHNH |  | EYRAYEDSSP |  | SLLLSMTVPP |  | RRVGVFLDYE |  | AGTVSFYNVT |
| NHGFPIYTFS |  | KYYFPTTLCP |  | YFNPCNCVIP |  | MTLRRPSS   |  |            |

A: Аланін

C: Цистеїн

D: Аспарагінова кислота

E: Глутамінова кислота

F: Фенілаланін

G: Гліцин

H: Гістидин

I: Ізолейцин

K: Лізин

L: Лейцин

M: Метіонін

N: Аспарагін

P: Пролін

Q: Глутамін

R: Аргінін

S: Серин

T: Треонін

V: Валін

W: Триптофан

Кодований геном білок за функцією належить до трансфераз. 
Задіяний у таких біологічних процесах, як убіквітинування білків, альтернативний сплайсинг. 
Білок має сайт для зв'язування з іонами металів, іоном цинку. 
Локалізований у цитоплазмі.